# Tutti gli uomini di Victoria
Tutti gli uomini di Victoria (Victoria) è un film del 2016 scritto e diretto da Justine Triet, con protagonista Virginie Efira.

## Trama
Victoria è un avvocato penalista che deve districarsi quotidianamente tra tanti drammi: dal calo del desiderio sessuale, compensato con incontri casuali e fugaci, agli assalti di un ex marito che prova a sfruttare, anche economicamente, i risvolti scabrosi della loro passata relazione. Non mancano i sensi di colpa nei confronti delle due piccole figlie, trascurate per cercare una faticosa affermazione professionale. Accetta di difendere un suo amico, Vincent, affidandosi a due improbabili testimoni, uno scimpanzé e un cane dalmata, vince e inciampa in un nuovo dramma.

## Distribuzione
È stato presentato in anteprima alla Settimana internazionale della critica, dov'era il film d'apertura, del Festival di Cannes 2016 il 12 maggio, venendo poi distribuito nelle sale cinematografiche francesi a partire dal 14 settembre 2016. In Italia, è stato distribuito a partire dal 25 gennaio 2018.

## Riconoscimenti
- 2017 – Premi César[3]
  - Candidatura per il miglior film
  - Candidatura per la migliore attrice a Virginie Efira
  - Candidatura per il miglior attore non protagonista a Vincent Lacoste
  - Candidatura per il miglior attore non protagonista a Melvil Poupaud
  - Candidatura per la migliore sceneggiatura originale a Justine Triet
- 2017 – Premi Lumière
  - Candidatura per la migliore attrice a Virginie Efira
- 2017 – Premi Magritte
  - Migliore attrice a Virginie Efira